# Kalenberg (Overijssel)
Pour les articles homonymes, voir Kalenberg.
Kalenberg est un village dans la commune néerlandaise de Steenwijkerland, dans la province d'Overijssel. Le 1er janvier 2006, le village comptait 230 habitants. On peut noter dans ce village la présence de nombreux cabarets ayant autrefois été des maisons closes et reconverties en lieux tendancieux.